# Plattenhausenriegel
Le Plattenhausenriegel en allemand, ou le Blatný vrch en tchèque, est une montagne culminant à 1 372 mètres d'altitude dans la forêt de Bavière, contrefort de la forêt de Bohême, à la frontière entre l'Allemagne et la République tchèque.

## Géographie
Le Plattenhausenriegel se situe entre le Großer Rachel au nord-ouest et le Lusen au sud-est.
Sur la carte de Philipp Apian datant de 1568, le « Plattenhausen m. » présente une crête allongée de part et d’autre de la frontière. Son sommet peu visible consiste en une formation rocheuse d'environ 5 m de hauteur. La montagne se trouve dans la zone centrale du parc national de la forêt de Bavière. Elle ne peut être atteinte que par le sentier non balisé entre le 15 juillet et le 15 novembre de chaque année (ordonnance des parcs nationaux).

## Histoire
Le 20 juin 1963, deux pilotes tchécoslovaques d'un MiG-15 s'écrasent en territoire allemand, à l'ouest du Plattenhausenriegel.